# (19461) Feingold
Pour les articles homonymes, voir Feingold.
(19461) Feingold est un astéroïde de la ceinture principale.

## Description
(19461) Feingold est un astéroïde de la ceinture principale. Il fut découvert le 18 avril 1998 à Socorro (Nouveau-Mexique) par le projet LINEAR. Il présente une orbite caractérisée par un demi-grand axe de 2,54 UA, une excentricité de 0,09 et une inclinaison de 5,1° par rapport à l'écliptique.

## Compléments